# Kościół w parku Szczytnickim we Wrocławiu
Kościół w parku Szczytnickim – drewniany kościół znajdujący się w parku Szczytnickim we Wrocławiu.

## Historia

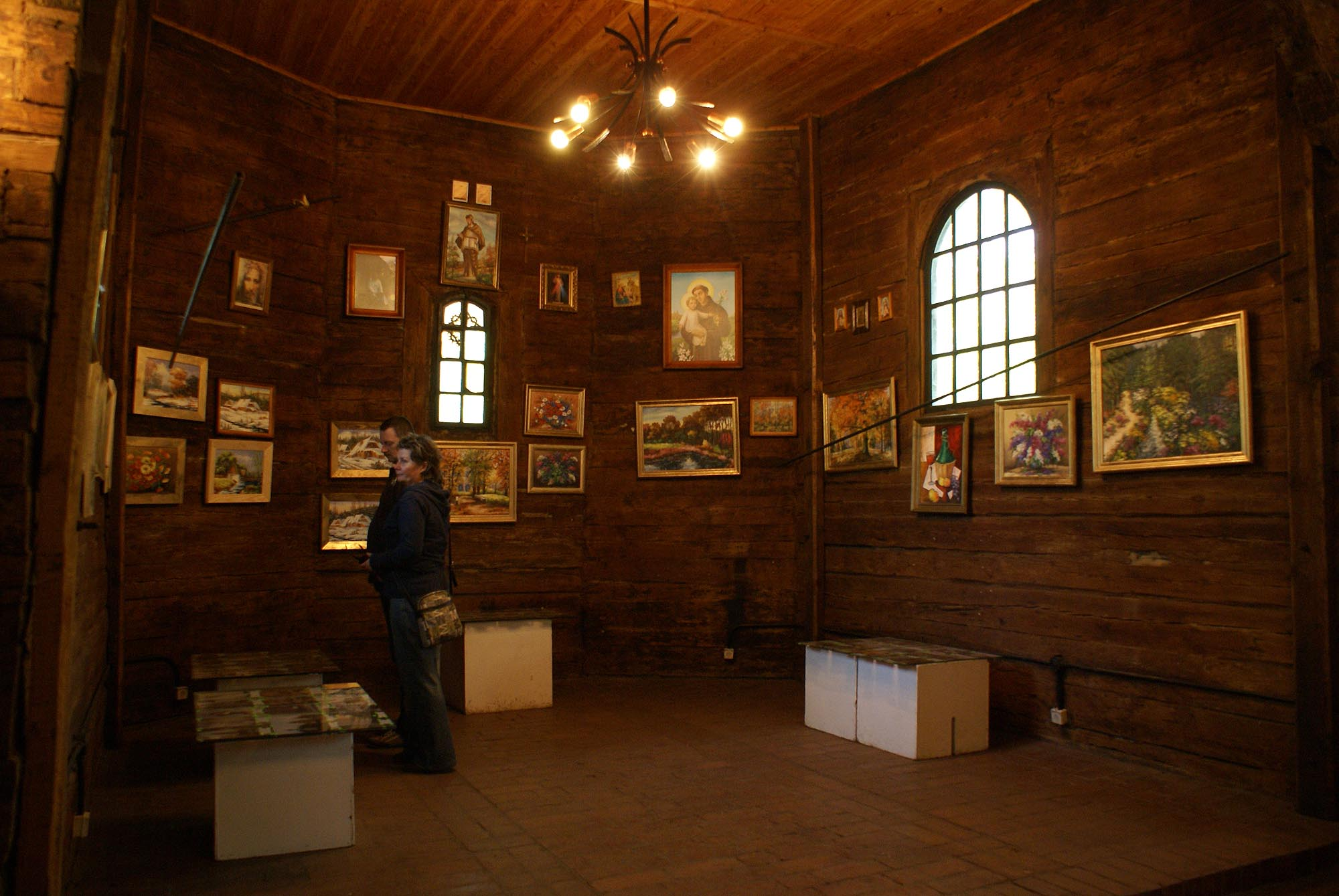
Wnętrze kościółka, wystawa obrazów, 2010

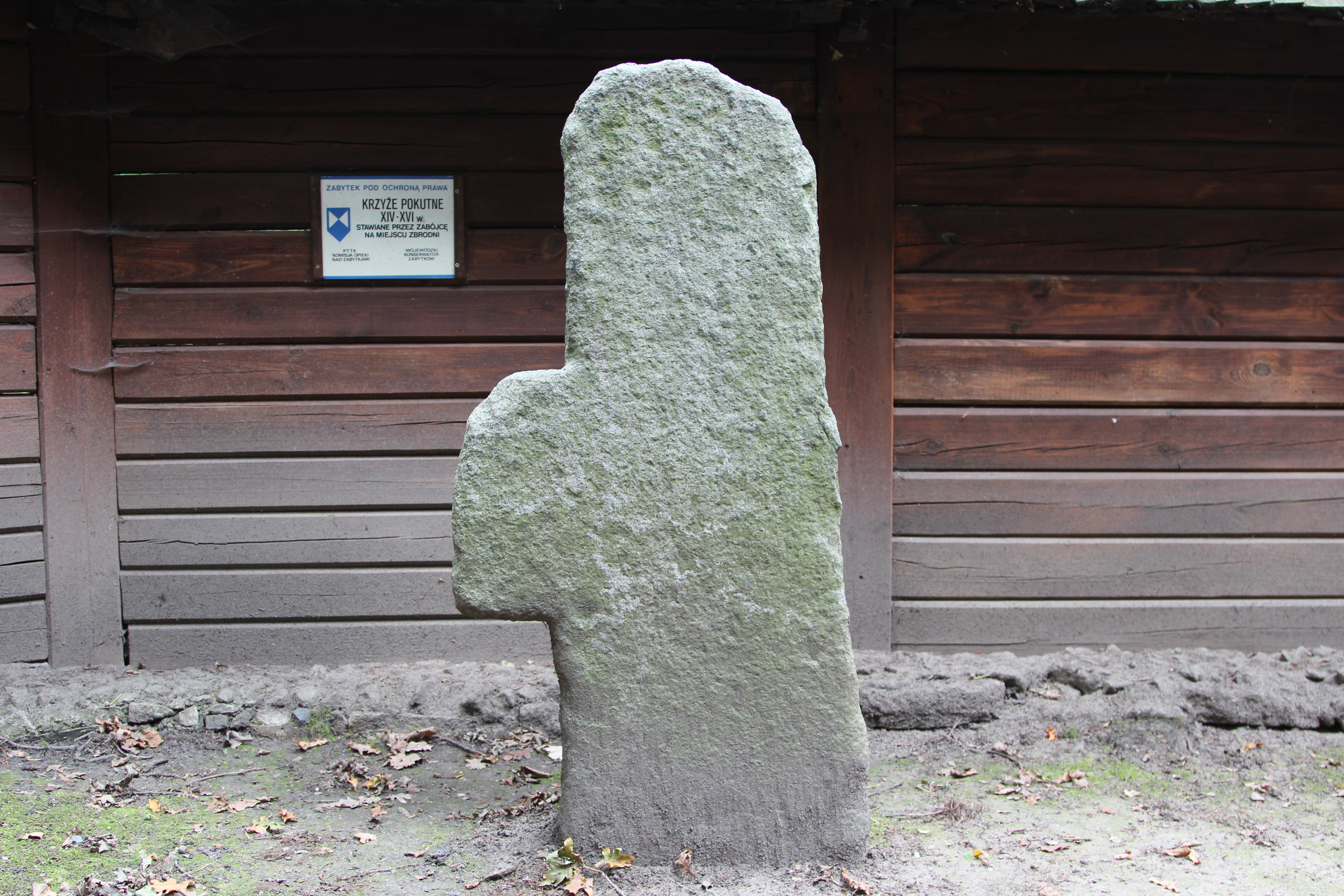
Krzyż pokutny przed kościółkiem

Kościół został zbudowany w Starym Koźlu na Górnym Śląsku pod koniec XV lub na początku XVI wieku. Jako data konsekracji zapisana jest data 9 maja 1499 roku, początkowo nosił nazwę Narodzenia Najświętszej Maryi Panny. Według części źródeł należał do parafii św. Jana Nepomucena. Według niektórych źródeł świątynię rozebrano pod koniec XVIII wieku i przewieziono na chłopskich furmankach do Kędzierzyna, gdzie funkcjonowała do lat 40. XIX w. pod wezwaniem św. Mikołaja, po czym jej funkcje sakralne przejął wybudowany obok nowy kościół. Inne dokumenty wskazują, że kościół znajdował się w Starym Koźlu jeszcze w początkach XIX wieku, gdyż 26 grudnia 1806 roku miała zawalić się wieża kościelna. Dopiero wówczas budowlę rozebrano i przeniesiono do Kędzierzyna.
Ponieważ kościół niszczał, podjęto próby jego zachowania. Pierwsze plany konserwacji i ratowania budynku powstały w roku 1908 w urzędzie konserwatora zabytków prowincji śląskiej. Ostatecznie kościół rozebrano i w częściach przewieziono do Wrocławia, gdzie został ponownie złożony i w ramach Wystawy Stulecia (1913) zaaranżowano go na wzorcowy wiejski cmentarz z kościołem pośrodku. Pracami rozbiórkowymi i ponownym montażem we Wrocławiu kierował architekt Theodor Effenberger. Prace te obejmowały też odświeżenie i konserwację elementów, jak również przebudowę, m.in. zmieniono kształt okien. 
W parkowym kościele ukrywano przez dwa lata obrazy skradzione w 1957 roku z Muzeum Narodowego we Wrocławiu. W latach 1957–1966 świątynia należała do parafii Matki Boskiej Pocieszenia, jednak często padała ofiarą wandali. 15 lutego 1962 roku obiekt wpisano do rejestru zabytków miasta Wrocławia pod numerem A/5345/134. W czerwcu 1966 roku budynek przekazano Muzeum Śląskiemu we Wrocławiu, które zaczęło jego remont, a w 1970 roku kościół przejął administrator parku Szczytnickiego. Kolejne remonty przeprowadzono w latach 1979–1980.